# Gerlits Réka
Gerlits Réka (Budapest, 1986. augusztus 30. –) magyar színművésznő.

## Életpályája
2005-ben érettségizett a budapesti Vörösmarty Mihály Gimnáziumban. 2008-ban végzett a Kaposvári Egyetem színművész szakán. Szakmai gyakorlatát a Csiky Gergely Színházban töltötte. 2008-2015 között a Nemzeti Színház tagja volt. 2011-2015 között kisfia születése miatt nem lépett színpadra. 2015-től a Terminal Workhouse csapatában dolgozik, 2020-tól vezetője. Mellette vállal vendégszerepléseket is.

### Magánélete
Férje, Seres (Suhajda) Dániel volt, elváltak. Van egy közös fiúk, Lázár.

## Fontosabb színházi szerepei
- Thornton Wilder: A Mi Kis Várounk (Emily Webb) – 2017/2018
- Aszlányi Károly: Péter, Avagy Szélhámos Kerestetik (Baba) – 2016/2017
- Dancsecs Ildikó: M/Ámor, Vagy Amit Akartok (Szereplő, Szereplő) – 2015/2016
- Dancsecs Ildikó: Szentandrásnapi Mámor (Szereplő) – 2015/2016
- Murray Schisgal: Második Nekifutás (Dawn Willams, Vonzó Fiatal Lány) – 2015/2016
- Sütő András: Egy Lócsiszár Virágvasárnapja (Antónia Nővér) – 2011/2012
- Molière: A Fösvény (Élise, Harpagon Lánya, Valère Szerelmese) – 2011/2012
- Madách Imre: Az Ember Tragédiája (Szereplő) – 2010/2011
- Mohácsi János – Mohácsi István – Kovács Márton: Egyszer Élünk – Avagy A Tenger Azontúl Tűnik Semmiségbe (Szereplő) – 2010/2011
- Fejes Endre – Presser Gábor: Jó Estét Nyár, Jó Estét Szerelem! (Fodrászlány, 3. Szilvaárus Lány) – 2010/2011
- Térey János: Jeremiás Avagy Isten Hidege (Palánta, Jeremiás Húga) – 2010/2011
- Martin Sperr: Vadászjelenetek Alsó-Bajorországból (Menekült Nő) – 2009/2010
- Tábori György: Mein Kampf (Mici) – 2009/2010
- Jean Racine: Atália (Hábár, Atália Egyik Udvarhölgye) – 2008/2009
- Mihail Bulgakov: Bíborsziget (Fara-Muci Pozitív Bennszülött, Surkova) – 2007/2008
- Remenyik Zsigmond: Pokoli Disznótor (I. Komaasszony) – 2007/2008

## Filmes és televíziós szerepei
- Tóth János (2018)
- Egynyári kaland (2019)
- A Király (2022)
- A renitens (2024)